# Marcel Brandt
Marcel Brandt (* 8. Mai 1992 in Dingolfing) ist ein deutscher Eishockeyspieler, der seit März 2018 erneut bei den Straubing Tigers aus der Deutschen Eishockey Liga (DEL) unter Vertrag steht und dort auf der Position des Verteidigers bzw. linken Flügelstürmers spielt. Zuvor war Brandt bereits einmal drei Jahre für die Tigers aktiv und lief ebenso lang für die Düsseldorfer EG in der DEL auf.

## Karriere

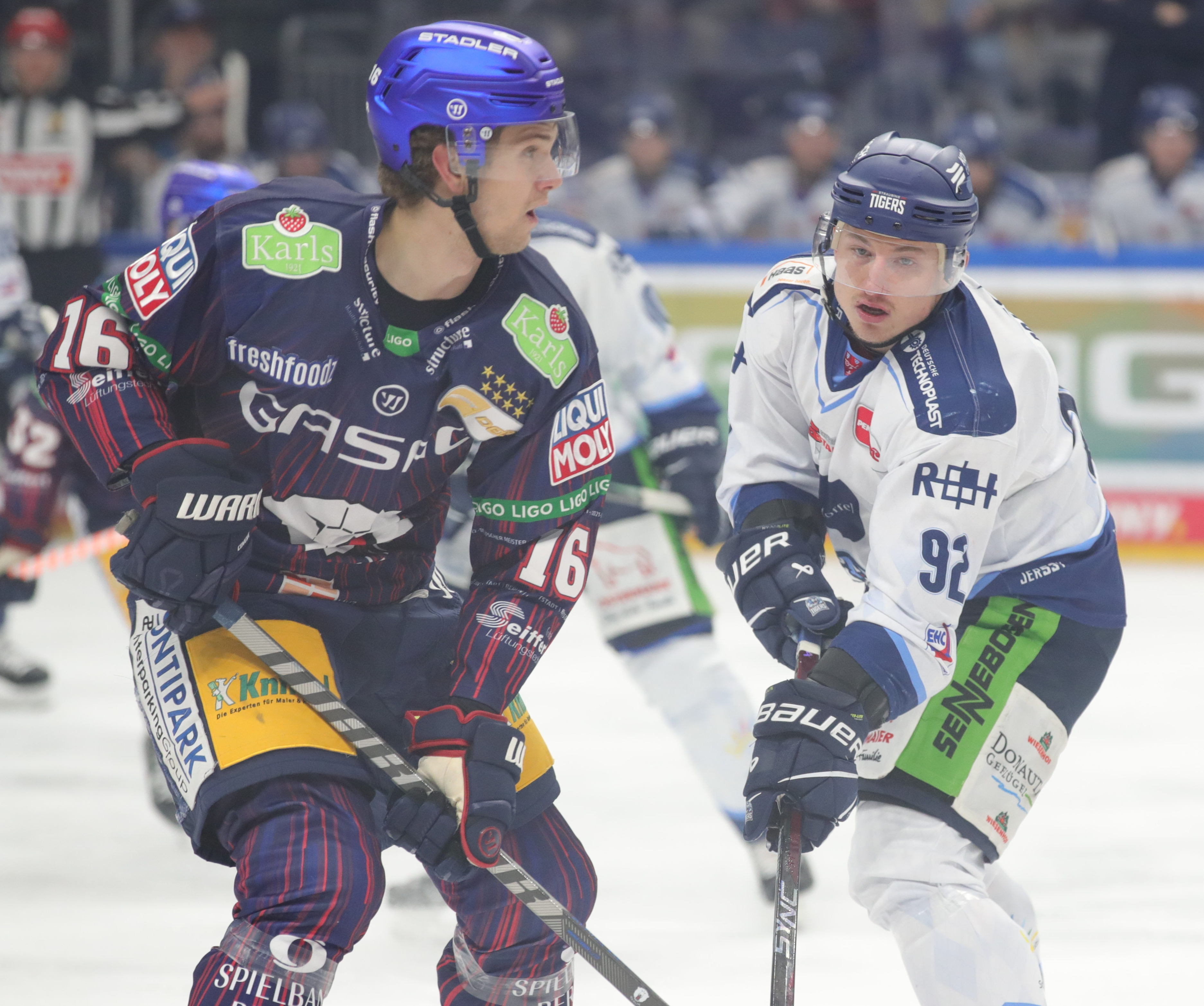
Brandt (rechts) im Trikot der Straubing Tigers (2022)

Marcel Brandt begann seine Karriere als Eishockeyspieler in der Nachwuchsabteilung des EV Regensburg, für den er von 2007 bis 2009 in der Jugend-Bundesliga aktiv war. In der Saison 2008/09 gab der Angreifer zudem sein Debüt im Senioren-Eishockey für die erste Mannschaft des Vereins in der fünftklassigen Eishockey-Landesliga Bayern. Zur Saison 2009/10 wechselte er zum EV Landshut, für dessen Juniorenmannschaft er in der Deutschen Nachwuchsliga (DNL) auflief. Zur folgenden Saison 2010/11 kehrte der Linksschütze nach Regensburg zurück und stand fortan für die Seniorenmannschaft in der drittklassigen Eishockey-Oberliga auf dem Eis. In der Spielzeit 2012/13 kam er zudem mit einer Förderlizenz ausgestattet zu seinen ersten Einsätzen im professionellen Eishockey für die Straubing Tigers aus der Deutschen Eishockey Liga (DEL). In der Saison 2013/14 stand Brandt fest unter Vertrag bei den Tigers und wurde mit einer Förderlizenz für den ESV Kaufbeuren ausgestattet. Zu Ende der Saison gaben die Straubinger bekannt, dass man den Vertrag mit Brandt um eine weitere Saison verlängert hat.
Zur Saison 2015/16 wurde der Verteidiger von der Düsseldorfer EG unter Vertrag genommen. Am 31. Januar 2018 wurde bekannt gegeben, dass der Vertrag zwischen der Düsseldorfer EG und Brandt aufgelöst wird und er mit sofortiger Wirkung für den Rest der Saison 2017/18 zum EC Bad Nauheim aus der DEL2 wechselt. Nach Beendigung der Spielzeit 2017/18 in Bad Nauheim wechselte Brandt zurück in die DEL zu den Straubing Tigers, für die er bereits in den Spielzeiten 2013 bis 2015 aufgelaufen war. Dort sollte er sowohl die Saison 2018/19 als auch die folgende Saison 2019/20 absolvieren. Noch vor Beginn der Folgesaison wurde der Vertrag vorzeitig um drei weitere Jahre bis 2023 verlängert. Im Trikot der Tigers wurde Brandt am Ende der Spielzeit 2020/21 als DEL-Verteidiger des Jahres ausgezeichnet.

### International
Im April 2016 feierte Brandt im Rahmen der Euro Hockey Challenge seinen Einstand in der deutschen Nationalmannschaft. In der Folge nahm er an der Weltmeisterschaft 2021 und den Olympischen Winterspielen 2022 in Peking teil.

## Erfolge und Auszeichnungen
- 2012 Deutscher Juniorenmeister mit dem EV Regensburg
- 2021 DEL-Verteidiger des Jahres
- 2024 Spengler Cup All-Star-Team

## Karrierestatistik
Stand: Ende der Saison 2024/25

### International
Vertrat Deutschland bei:
- Weltmeisterschaft 2021
- Olympischen Winterspielen 2022

(Legende zur Spielerstatistik: Sp oder GP = absolvierte Spiele; T oder G = erzielte Tore; V oder A = erzielte Assists; Pkt oder Pts = erzielte Scorerpunkte; SM oder PIM = erhaltene Strafminuten; +/− = Plus/Minus-Bilanz; PP = erzielte Überzahltore; SH = erzielte Unterzahltore; GW = erzielte Siegtore; 1 Play-downs/Relegation; Kursiv: Statistik nicht vollständig)